# Inconfundível
Inconfundível quarto álbum da carreira do cantor brasileiro Gustavo Mioto. Foi lançado no dia 20 de agosto de 2021 pela gravadora Universal Music e trouxe nove faixas inéditas.
O álbum estreou em 10.º lugar no Top 10 Global de estreias da semana da plataforma de streaming Spotify.

## Gravação, produção e lançamento
O disco foi gravado no início do mês de junho de 2021, no Espaço das Américas, em São Paulo. O cenário trouxe uma grande estrutura de painéis de LED para a iluminação e vídeos que revelavam a letra e a melodia das canções executadas, além de diversos efeitos especiais.
O álbum completo foi disponibilizado em todas as plataformas de streaming no dia 20 de agosto de 2021 e as faixas “Não Parei de Sofrer”, “Não Usa Ele Não” e “Restrição Sentimental” também ganharam vídeos promocionais, que foram disponibilizados no canal oficial do cantor no YouTube. A canção “Restrição Sentimental” conta com a participação de Marília Mendonça.

## Lista de faixas
| Inconfundível  |                                                  |                                                           |         |  |
| N.º            | Título                                           | Compositor(es)                                            | Duração |  |
| 1.             | "Não Parei de Sofrer"                            | Benicio Neto · Junior Pepato · Luan Rafael · Theo Andrade | 2:56    |  |
| 2.             | "Não Usa Ele Não"                                |                                                           | 3:13    |  |
| 3.             | "Restrição Sentimental" (part. Marília Mendonça) | Day Camargo · Gustavo Mioto · Lara Menezes                | 3:02    |  |
| 4.             | "Ciúmes"                                         |                                                           | 3:06    |  |
| 5.             | "Não Tô Chorando Não"                            |                                                           | 3:00    |  |
| 6.             | "Dói"                                            |                                                           | 2:47    |  |
| 7.             | "Final Definitivo"                               |                                                           | 3:25    |  |
| 8.             | "Chocolate"                                      |                                                           | 3:16    |  |
| 9.             | "Geladeira"                                      |                                                           | 3:03    |  |
| Duração total: | Duração total:                                   | Duração total:                                            | 27:48   |  |